# 사쿠역
사쿠역(일본어: 佐久駅)은 일본 홋카이도 나카가와 군 나카가와정에 위치한 홋카이도 여객철도 소속의 소야 본선의 역이다.

## 역 구조
2면 2선 (상대식 승강장)의 지상 역이다. 역무원이 근무하지 않는 무인역이다.

## 역사
- 1922년 11월 8일 : 개업
- 1982년 11월 15일 : 화물 취급 폐지
- 1986년 11월 1일 : 무인화
- 1987년 4월 1일 : 일본국유철도 폐지로 홋카이도 여객철도 소속의 철도역이 됨

## 인접역
| 소야 본선                    | 소야 본선           | 소야 본선                        |
| ---------------------------- | ------------------- | -------------------------------- |
| W62 오사시마 아사히카와 방면 | ■ 홋카이도 여객철도 | W64 데시오나카가와 왓카나이 방면 |